# Greenview 16, Alberta
Greenview 16, din provincia Alberta, Canada  este un district municipal situat nordvest în Alberta. Districtul se află în Diviziunea de recensământ 18. El se întinde pe suprafața de 32,989.05 km2  și avea în anul 2011 o populație de 5,299 locuitori.
Cities Orașe
--
Towns Localități urbane
- Fox Creek
- Grande Cache

Villages Sate
--
Summer villages Sate de vacanță
--
Hamlets, cătune
- DeBolt
- Grovedale
- Landry Heights
- Little Smoky
- Ridgevalley

Așezări
- Amundson
- Aspen Grove
- Botten
- Braaten
- Calais
- Clarkson Valley
- Crooked Creek
- Denard
- Dorscheid
- East Grove
- Goodwin
- Grande Cache Lake
- Grey
- Grizzly
- Hilltop
- Kaybob
- Latornell
- Little Smoky River
- Muskeg River
- New Fish Creek
- Owen
- Pass Creek
- Sturgeon Heights
- Sturgeon Lake Settlement
- Susa Creek
- Sweathouse Creek
- Thordarson
- Tolstad
- Two Creeks
- Wapiti
- Winniandy
- Wanyandie Flats

1. 1 2  Population and dwelling counts, for Canada, provinces and territories, and census subdivisions (municipalities), 2016 and 2011 censuses – 100% data (în engleză), 20 februarie 2019